# Вања Матујец
Вања Матујец (Загреб, 15. август 1962) хрватска је позоришна, телевизијска и филмска глумица.

## Биографија
Дипломирала на АДУ, од 1989. године чланица Драме ХНК у Загребу, где остварује запажене улоге: Ессие («Ђаволов ученик», Б. Схав), Соколица («Осман», И. Гундулић), Лиза («Илузија», Рацине), Росина («Трилогија о летовању», Ц. Голдони), Стела («Трамвај звани жеља», Т. Виллиамс) на Дубровачким летњим играма 2004. године режирала према сопственом тексту представу «Острво на којем је време стало».
Глуми у готово свим загребачким позориштима, понајвише у Театру ИТД, а једну сезону проводи путујући са Театром у гостима. Добитница ректорове награде и награде на Данима сатире за најбоље остварење сезоне 92/93, награде Мила Димитријевић, а награђена је и на 3. фестивалу глумца.
Оснивач је глумачке дружине Аузвинкл, ауторка мултимедијалног текста «Алиса из компјутера». Највећим животним успехом сматра усклађеност породичног живота и каријере.

### Награде
- Ректорова награда,
- Награда за глумачке вредности које је наговестила у представи Ц. Ценсија и М. Брљевић Греатест Хитс у изведби Сцене СКУЦ из Загреба, 1985.;
- Награда Мила Димитријевић за улогу Соколице у Осману Ивана Гундулића и изведби ХНК у Загребу, 1993.;
- Награда на Фестивалу глумца у Винковцима за улогу Доротеје у представи Интима према стриповима Жила Феиффер, 1996.;
- Награда Мила Димитријевић за улогу Ерне у представи Казимир и Каролина одон вон Хорватха и улогу краљице Беје у представи Краљ умире *Еугенеа Ионесцоа, у изведби Драме ХНК у Загребу, 2004.

## Филмографија
| Год.       | Назив                          | Улога                      |
| ---------- | ------------------------------ | -------------------------- |
| 1980.-те   |                                |                            |
| 1984.      | Задарски мементо               | Девојка на вечерњој забави |
| 1984.      | Амбасадор                      | певачица рок састава       |
| 1985.      | Љубавна писма с предумишљајем  | Техничарка у љекарни       |
| 1986.      | Обећана земља                  |                            |
| 1986.      | Како преживјети до првог       | Анкица                     |
| 1987.      | Марјуча или смрт               | Ива                        |
| 1987.      | Човек који је волео сахране    |                            |
| 1988.      | Експеримент професора Хинчића  |                            |
| 1988.      | Канаринчева љубовца            |                            |
| 1988.      | Распродаја (ТВ)                | девојка                    |
| 1988.      | Кад фтичеки попевлеју          |                            |
| 1988.      | Њежне преваре                  |                            |
| 1990.-те   |                                |                            |
| 1990.      | Тражим сродну душу             | Љиљана                     |
| 1990.      | Стела                          | Иванка                     |
| 2000.-те   |                                |                            |
| 2002.      | Брод                           | активисткиња/Грација       |
| 2004—2007. | Забрањена љубав                | Бисерка Лончар             |
| 2007.      | Армин                          | мајка                      |
| 2008.      | Хитна 94                       | Сузана                     |
| 2009.      | Закон!                         | Милена                     |
| 2009.      | Стипе у гостима                | Јагода                     |
| 2010.-те   |                                |                            |
| 2010.      | Шума сумарум                   | Ива                        |
| 2015.      | Црно-бијели свијет             | возачица                   |
| 2015.      | Не причамо о вама него о дјеци |                            |
| 2016.      | Све најбоље                    | Дона Елвира                |
| 2016.      | McMafia                        | Брит Андерсон              |